# آبشار هلتون کریک
آبشار هلتون کریک (به انگلیسی: Helton Creek Falls) آبشاری است که در جورجیا، ایالات متحده آمریکا واقع شده و ارتفاع کلی ریزشگاه آن ۷ متر است.